# Kościół Nawiedzenia Najświętszej Maryi Panny w Szczawinie Kościelnym
Kościół Nawiedzenia Najświętszej Maryi Panny – rzymskokatolicki kościół parafialny należący do dekanatu gąbińskiego diecezji płockiej.
Budowa świątyni została ufundowana w 1759 roku przez kolejnego właściciela Szczawina Tomasza Szczawińskiego. Prace budowlane zostały rozpoczęte w 1783 roku, ale kłopoty z budowniczymi, Syssnerem i Hajslingerem z Płocka, spowodowały, że budowa, którą kierował Henryk Burger, poważnie się opóźniała. Dopiero gdy w 1786 roku sprowadzono z Warszawy architekta Hilarego Szpilowskiego, prace nabrały tempa. Główna część prac została zakończona w dniu 27 września 1787 roku. Świątynia została konsekrowana w dniu 4 sierpnia 1790 roku przez biskupa Macieja Chyczewskiego, sufragana włocławskiego. W 1815 roku zostały przeprowadzone drobne prace konserwatorskie, a częściowo budowla była remontowana w 1946 roku oraz w latach 1950–1960.
Świątynia jest budowlą murowaną z cegły i otynkowaną, jednonawowy na planie prostokąta. Nawa posiada trzy przęsła. Chórowe przęsło jest węższe, natomiast prezbiterium jest niższe i zamknięte półkolistą absydą. Zakrystia znajduje się w dolnej  części, natomiast w górnej jest umieszczony chór zakonny. Ściany są podzielone pilastrami toskańskimi umieszczonymi na cokołach. Pod świątynią znajduje się krypta nakryta sklepieniem kolebkowo-krzyżowym. W krypcie zostali pochowani zakonnicy oraz  znaczniejsi fundatorzy świątyni i klasztoru.
Zewnętrzna fasada świątyni jest rozdzielona na 3 części. Część centralna jest dwukondygnacyjna i lekko cofnięta w porównaniu do części bocznych. Część centralna w dolnej kondygnacji ujęta jest dwiema półkolumnami toskańskimi, natomiast w górnej jońskimi zwieńczonymi trójkątnym frontonem. Boczne części dolnej kondygnacji ozdobione są pilastrami toskańskimi. W górnej części pomiędzy kolumnami jest umieszczona wnęka z krzyżem i datą „1851”. Na szczycie frontonu znajduje się kula z krzyżem. Świątynia posiada 7 ołtarzy – główny oraz 6 bocznych wykonanych z drewna jesionowego. Ołtarz główny został zbudowany w 1793 roku. Ozdobiony jest 6 kolumnami, pomiędzy którymi znajdują się 4 rzeźby: Jana Ewangelisty, św. Anny, Matki Boskiej Bolesnej, św. Joachima. W polu centralnym jest umieszczony obraz Matki  Boskiej z  Dzieciątkiem  Jezus znajdujący się w sukience wykonanej ze srebrnej blachy. Został namalowany zapewne przez Franciszka Smuglewicza w 1793 roku. W zwieńczeniu ołtarza znajduje się obraz Chrystusa na krzyżu powstały także w XVIII wieku. Z lewej i prawej strony tabernakulum są umieszczone 2 relikwie świętych: Bonifacego Benedykta i Jukundusa. Ołtarze boczne wykonane z drewna jesionowego z kolumnami i pilastrami ułożone są symetrycznie, po 3 w części północnej i południowej świątyni. Organy w świątyni powstały przed 1900 rokiem. Zostały zbudowane przez firmę Dominika Bierna-ckiego. Prospekt  organowy jest podzielony na 5 pól piszczałkowych, rozdzielonych kolumienkami. Wieżyczka jest zwieńczona trójkątnym daszkiem, nad nim znajduje się krzyż. Na członach bocznych są ustawione wazony.